# Mafongo
Mafongo, também conhecida como Hobona, é uma vila localizada no Distrito Central em Botswana. Possuía, em 2011, uma população estimada de 1 151 habitantes.